# Кюкюрон
Кюкюро́н (фр. Cucuron) — коммуна во французском департаменте Воклюз региона Прованс — Альпы — Лазурный Берег. Относится к кантону Кадене. 

## География

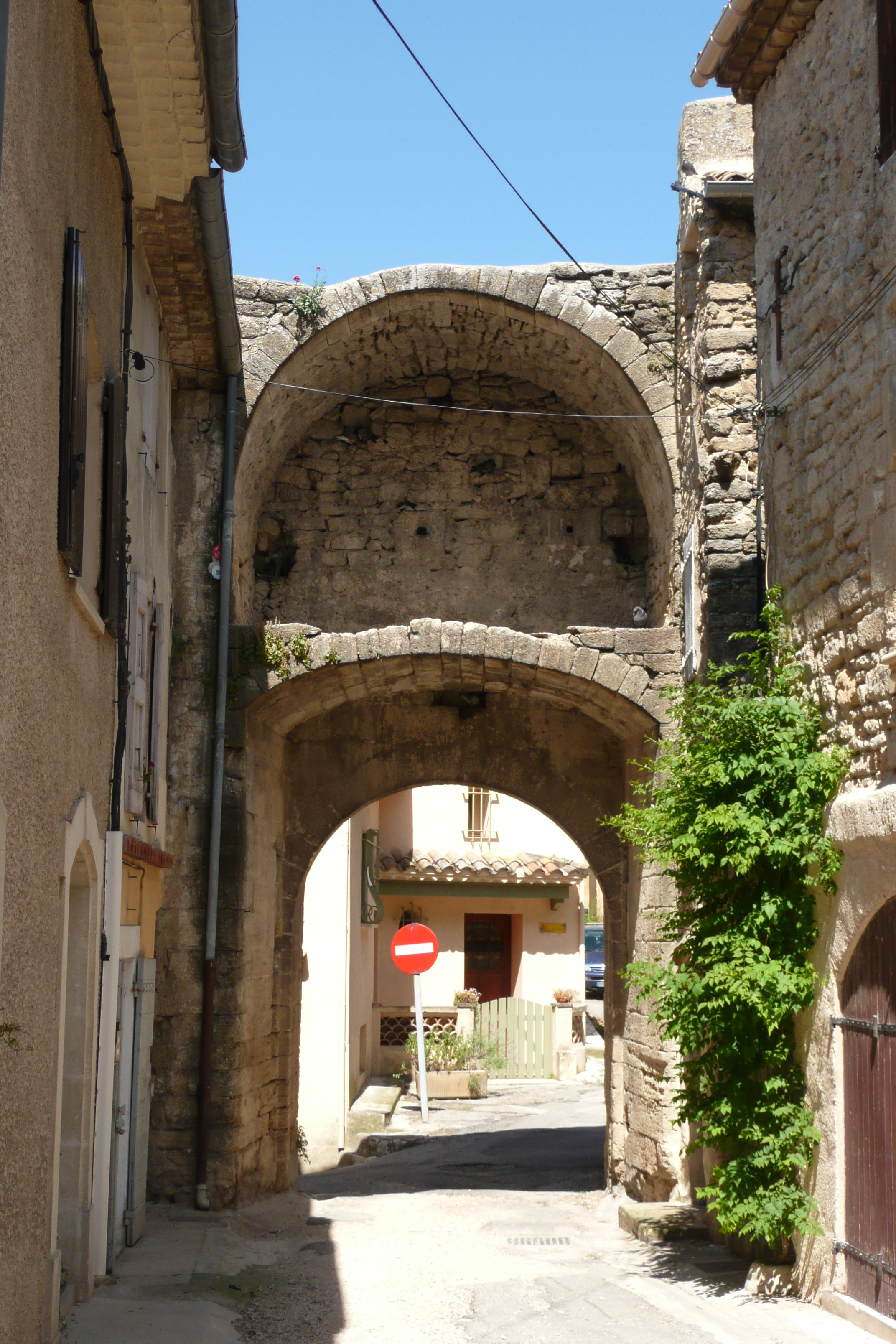
Средневековые ворота Кюкюрона.

Кюкюрон расположен в 55 км к востоку от Авиньона. Соседние коммуны: Кабриэр-д'Эг на востоке, Санн на юго-востоке, Ансуи на юге, Кадене на юго-западе, Вожин на западе.
Стоит к югу от массива Люберон.

## Демография
Население коммуны на 2010 год составляло 1830 человек.
| 1962 | 1968 | 1975 | 1982 | 1990 | 1999 | 2010 |
| ---- | ---- | ---- | ---- | ---- | ---- | ---- |
| 1033 | 1177 | 1206 | 1409 | 1624 | 1792 | 1830 |

## Достопримечательности
- Квадратный пруд, который был выкопан в начале XVI века, расположен к северу от коммуны и питает мельницу.
- Церковь Нотр-Дам-де-Больё, сооружена в XIII веке, сочетает в себе элементы готического и романского провансальского стилей.
- Часовня Нотр-Дам-де-Бовуар. Упоминается в текстах с 1292 года. Романская часовня была полностью переделана в XVII веке.
- Средневековые крепостные сооружения с воротами и башнями, беффруа (XIII—XVI века). В средние века город был окружён тройной крепостной стеной.
- Развалины замка, квадратная башня святого Михаила XIV века.
- Масляная мельница XVI века, на юге города.
- Музей Марка Дейдье, археологические коллекции галло-романского периода, неолита; местная этнографическая коллекция.
- Павильон де Галон с регулярным французским садом.